# Campeonato Argentino de Futebol de 1921 (AAF)
O Campeonato Argentino de Futebol de 1921, originalmente denominado Copa Campeonato 1921, foi o trigésimo quinto torneio da Primeira Divisão do futebol argentino e o vigésimo nono organizado pela Asociación Argentina de Football. O certame foi disputado em dois turnos de todos contra todos, entre 10 de abril e 8 de janeiro de 1922, simultaneamente com a realização do torneio da Asociación Amateurs de Football. O Huracán conquistou o seu primeiro título de campeão argentino.

## Participantes
| Equipe                  | Cidade       |
| ----------------------- | ------------ |
| Boca Juniors            | Buenos Aires |
| Del Plata               | Buenos Aires |
| El Porvenir             | Gerli        |
| Estudiantes de La Plata | La Plata     |
| Huracán                 | Buenos Aires |
| Nueva Chicago           | Buenos Aires |
| Platense (Retiro)       | Buenos Aires |
| Porteño                 | Buenos Aires |
| Sportivo Barracas       | Buenos Aires |
| Sportivo del Norte      | Buenos Aires |
| Sportivo Palermo        | Buenos Aires |

## Classificação final
| Pos | Equipes            | Pts | J  | V  | E | D  | GM | GS | SG  |
| --- | ------------------ | --- | -- | -- | - | -- | -- | -- | --- |
| 1.  | Huracán            | 31  | 18 | 14 | 3 | 1  | 54 | 15 | +39 |
| 2.  | Del Plata          | 28  | 18 | 12 | 4 | 2  | 27 | 11 | +16 |
| 3.  | Boca Juniors       | 25  | 18 | 10 | 5 | 3  | 30 | 17 | +13 |
| 4.  | Nueva Chicago      | 19  | 18 | 6  | 7 | 5  | 13 | 12 | +1  |
| 4.  | El Porvenir        | 19  | 18 | 6  | 7 | 5  | 17 | 22 | -5  |
| 6.  | Sportivo del Norte | 16  | 18 | 4  | 6 | 6  | 17 | 22 | -5  |
| 7.  | Sportivo Barracas  | 14  | 18 | 5  | 4 | 9  | 22 | 31 | -9  |
| 8.  | Estudiantes (LP)   | 13  | 18 | 5  | 3 | 10 | 17 | 34 | -17 |
| 9.  | Sportivo Palermo   | 10  | 18 | 3  | 4 | 11 | 14 | 28 | -14 |
| 10. | Porteño            | 5   | 18 | 0  | 5 | 13 | 10 | 29 | -19 |

## Premiação
| Campeonato Argentino de Futebol de 1921 (AAF) |
| --------------------------------------------- |
| Huracán Campeão (1° título)                   |

## Goleador
| Jogador   | Jogador            | Gols | Equipe  |
| --------- | ------------------ | ---- | ------- |
| Argentina | Guillermo Dannaher | 23   | Huracán |

## Bibliografía
- Estévez, Diego (2010). 38 Campeones del fútbol argentino 1891-2010. [S.l.]: Ediciones Continente. ISBN 978-950-754-301-2